# Shi Zhengjun
Shi Zhengjun (chiń. upr. 石正钧; pinyin Shí Zhèngjūn; ur. 20 marca 1968) – chiński brydżysta z tytułem World International Master w kategorii Open (WBF).

## Wyniki brydżowe

### Olimpiady
Na olimpiadach uzyskał następujące rezultaty:
| Olimpiady brydżowe. Zawody teamów | Olimpiady brydżowe. Zawody teamów | Olimpiady brydżowe. Zawody teamów | Olimpiady brydżowe. Zawody teamów | Olimpiady brydżowe. Zawody teamów | Olimpiady brydżowe. Zawody teamów |
| Rok                               | Miejsce                           | Zawody                            | Kategoria                         | Drużyna                           | Pozycja                           |
| --------------------------------- | --------------------------------- | --------------------------------- | --------------------------------- | --------------------------------- | --------------------------------- |
| 2012                              | Lille                             | 2. Olimpiada Sportów Umysłowych   | Open                              | China                             | 17                                |

### Zawody światowe
W światowych zawodach zdobył następujące lokaty:
| Mistrzostwa Świata. Konkurencja teamów | Mistrzostwa Świata. Konkurencja teamów | Mistrzostwa Świata. Konkurencja teamów   | Mistrzostwa Świata. Konkurencja teamów | Mistrzostwa Świata. Konkurencja teamów | Mistrzostwa Świata. Konkurencja teamów |
| Rok                                    | Miejsce                                | Zawody                                   | Kategoria                              | Drużyna                                | Pozycja                                |
| -------------------------------------- | -------------------------------------- | ---------------------------------------- | -------------------------------------- | -------------------------------------- | -------------------------------------- |
| 2014                                   | Sanya                                  | 14. Seria Mistrzostw Świata              | Miksty                                 | Pan-China                              | 43                                     |
| 2014                                   | Sanya                                  | 14. Seria Mistrzostw Świata              | Open                                   | China Opn                              | 17                                     |
| 2013                                   | Nusa Dua                               | 41. Mistrzostwa Świata Teamów            | Trans                                  | China Opn                              | 12                                     |
| 2013                                   | Nusa Dua                               | 41. Mistrzostwa Świata Teamów            | Open                                   | China                                  | 5                                      |
| 2008                                   | Pekin                                  | 1. Olimpiada Sportów Umysłowych          | Miksty                                 | Evertrust Holding Group                | 3                                      |
| 2007                                   | Szanghaj                               | 38. Mistrzostwa Świata Teamów            | Trans                                  | Xinyuankonggu                          | 47                                     |
| 1993                                   | Aarhus                                 | 4. Młodzieżowe Mistrzostwa Świata Teamów | Juniorzy                               | China                                  | 6                                      |

| Mistrzostwa Świata. Konkurencja par | Mistrzostwa Świata. Konkurencja par | Mistrzostwa Świata. Konkurencja par | Mistrzostwa Świata. Konkurencja par | Mistrzostwa Świata. Konkurencja par | Mistrzostwa Świata. Konkurencja par |
| Rok                                 | Miejsce                             | Zawody                              | Kategoria                           | Partner                             | Pozycja                             |
| ----------------------------------- | ----------------------------------- | ----------------------------------- | ----------------------------------- | ----------------------------------- | ----------------------------------- |
| 2014                                | Sanya                               | 14. Seria Mistrzostw Świata         | Open                                | Ju Chuancheng                       | 89                                  |

## Klasyfikacja
- Shi Zhengjun – klasyfikacja WBF (ang.)